# Caisse des dépôts et consignations (Tunisie)
Pour les articles homonymes, voir CDC.
La Caisse des dépôts et consignations ou CDC (arabe : صندوق الأمانات والودائع) est un établissement public tunisien fondé à Tunis le 13 septembre 2011.
Il a pour mission la gestion des fonds d'épargne et le financement des PME,.
De 2016 à 2021, sa directrice générale est Boutheina Ben Yaghlane,.